# Гудвин, Альберт
Альбе́рт Гу́двин (англ. Albert Goodwin; 17 января 1845[…], Мейдстон — 11 апреля 1932, Лондон) — британский художник-акварелист, мастер акварельного пейзажа.

## Биография
Уроженец Мейдстона, Кент, был одним из девяти детей в семье рабочего-строителя. После окончания начальной школы, стал учеником драпировщика, который вскоре признал в нём выдающиеся художественные способности. Учился живописи у художников—прерафаэлитов Артура Хьюза и Форда Мэдокса Брауна, причём последний полагал, что Гудвин станет «одним из величайших пейзажистов своего времени».
Альберту Гудвину было 15 лет, когда его картина была впервые выставлена в Королевской академии. В 1876 году он стал членом-корреспондентом британского Королевского общества акварелистов (RWS). Ему оказал поддержку известный искусствовед Джон Рёскин, который бесплатно взял молодого художника с собой в путешествие по Европе, где Гудвин сделал множество набросков, и позднее на их основе создал акварели. Добившись признания и материального успеха, Гудвин много путешествовал и сам, в частности, в 1890 году совершил поездку в Канаду, а около 1902 года — в Британскую Гвиану (ныне — Гайана), где рисовал пейзажи Демерары — одного из крупнейших мировых центров производства сахарного тростника. 
Альберт Гудвин был плодовитым художником, написавшим более 800 работ и продолжавшим рисовать до восьмидесятилетнего возраста. Для его творчества было характерно большое разнообразие пейзажных сюжетов, отражавшее его любовь к путешествиям. Художником, оказавшим на него наибольшее влияние, Гудвин называл Уильяма Тёрнера, и нечто тёрнеровское сквозит в его работах. В поздних работах Гудвин применял экспериментальные методы, такие, как использование чернил поверх акварели для достижения атмосферных световых эффектов. 
Его племянник, Сидни Гудвин (1875—1944) также стал художником-акварелистом. 
На сегодняшний день, творчество Гудвина основательно забыто на волне популярности так называемого «современного искусства».

## Галерея

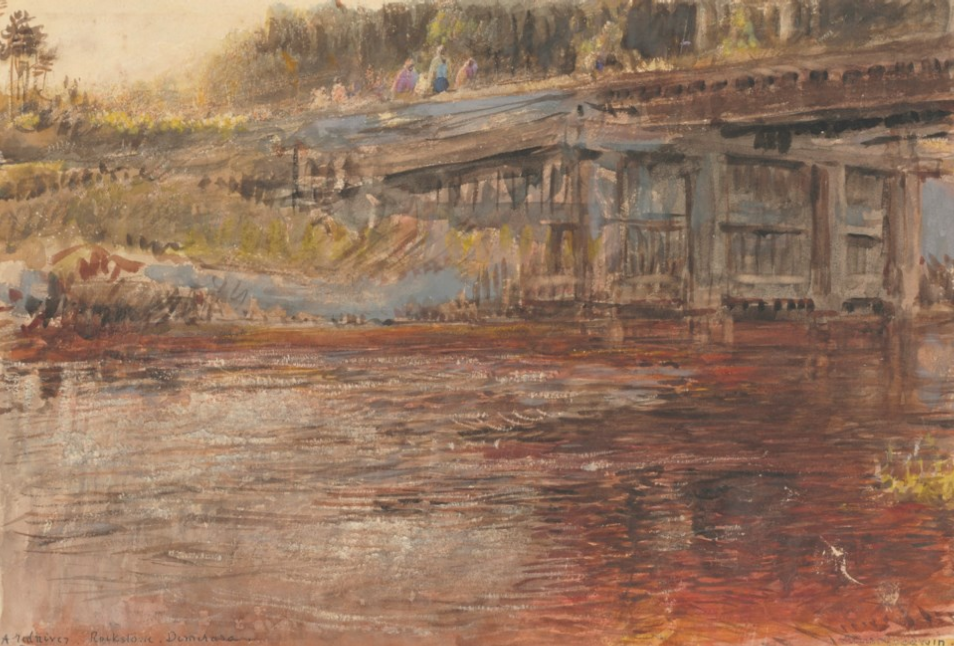
Пейзаж в Демераре, Британская Гвиана, 1902
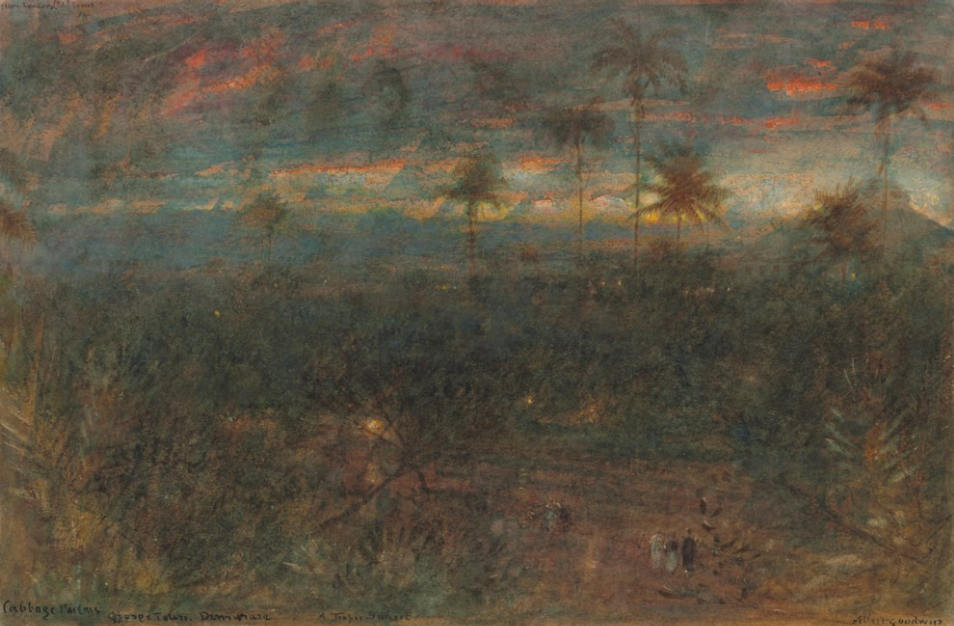
Капустные пальмы, Демерара, 1902
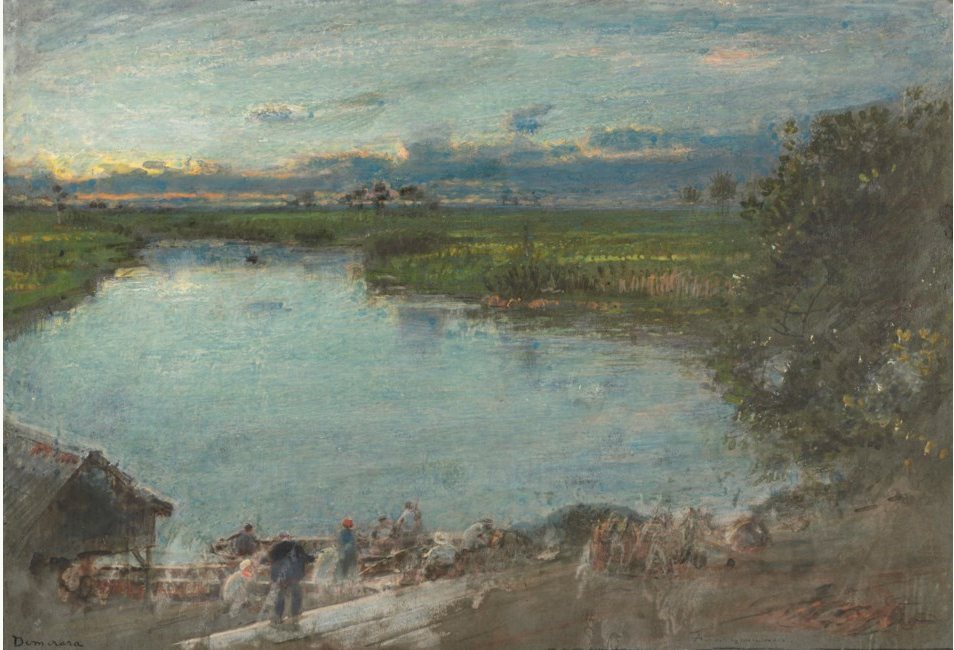
Пейзаж Демерары
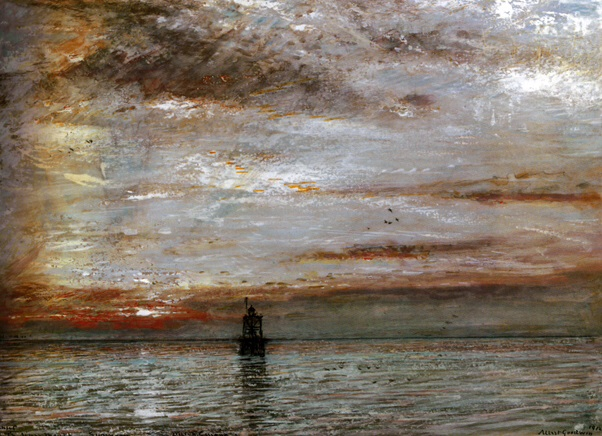
Суринам
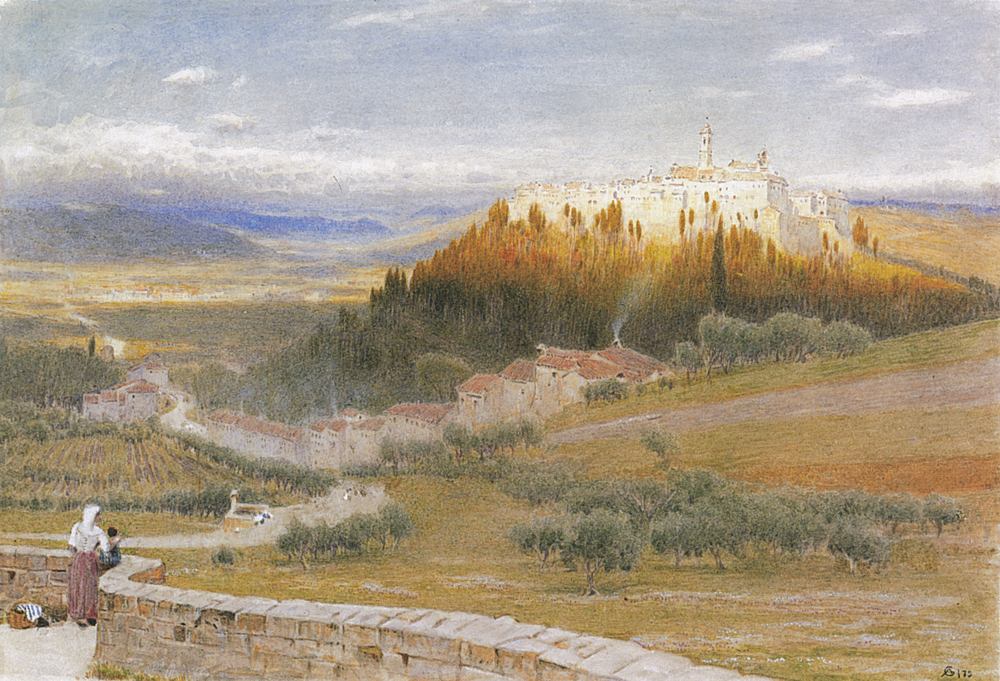
Чертоза
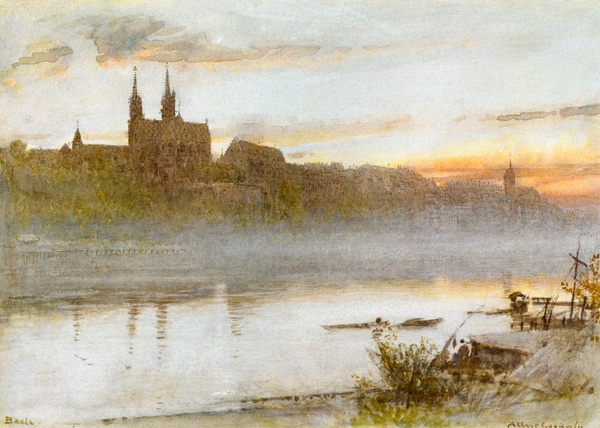
Пейзаж
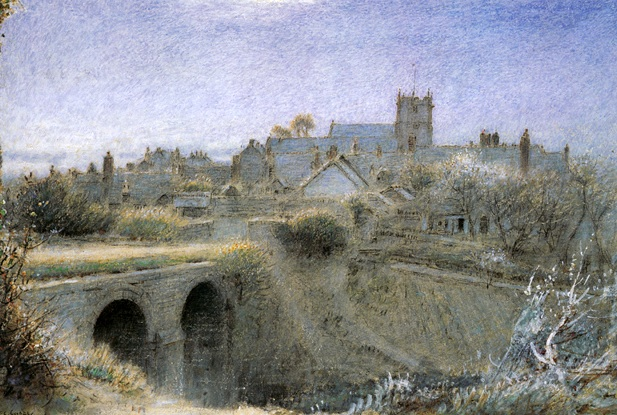
Корф (англ.), Сомерсет
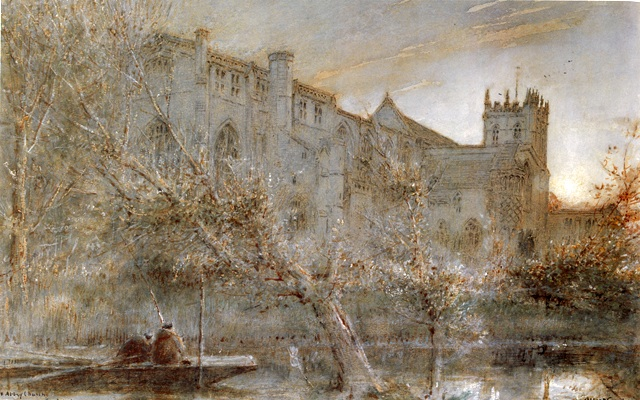
Крайстчёрч
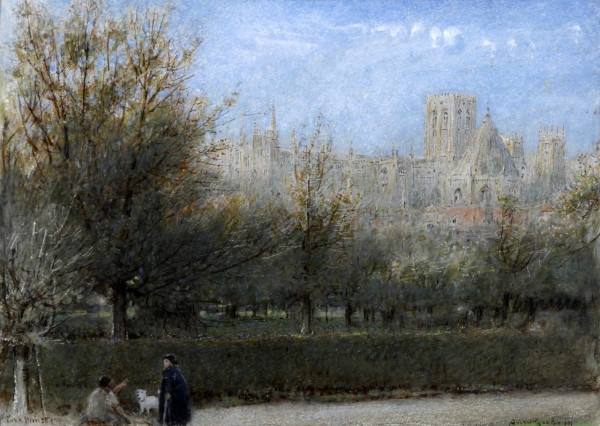
Йорк
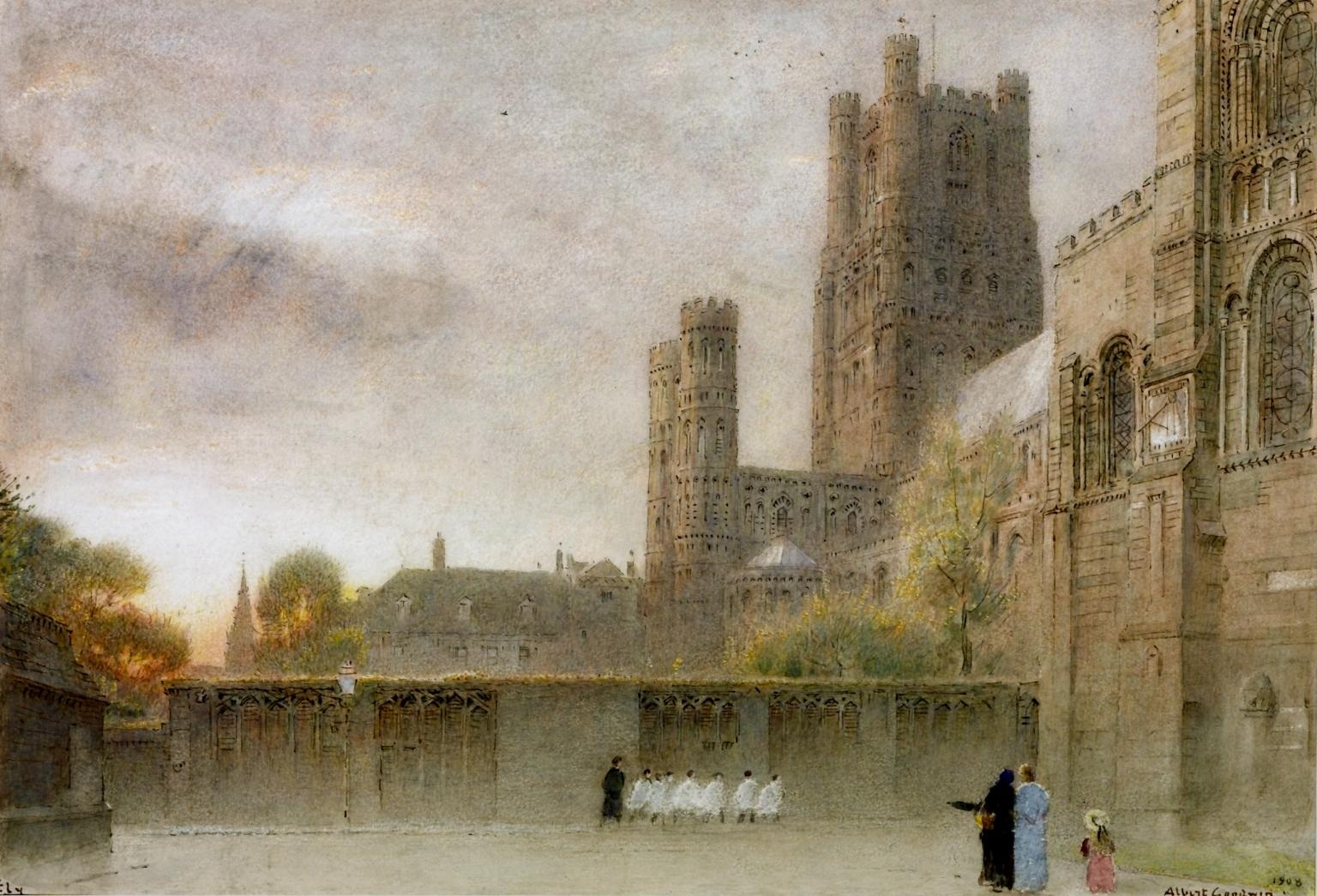
Кафедральный собор в Или
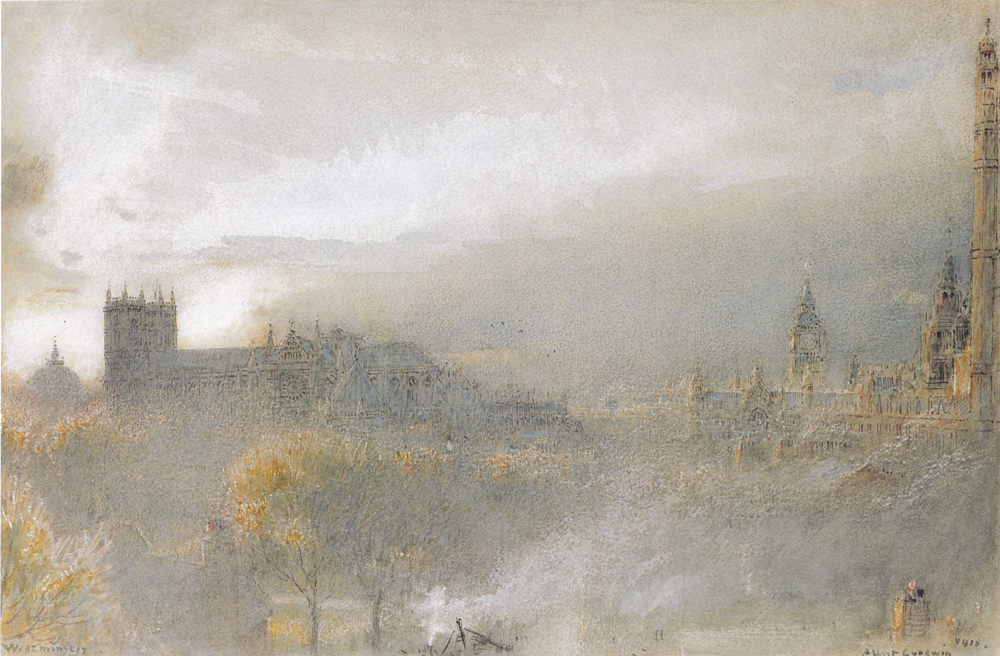
Вестминстер
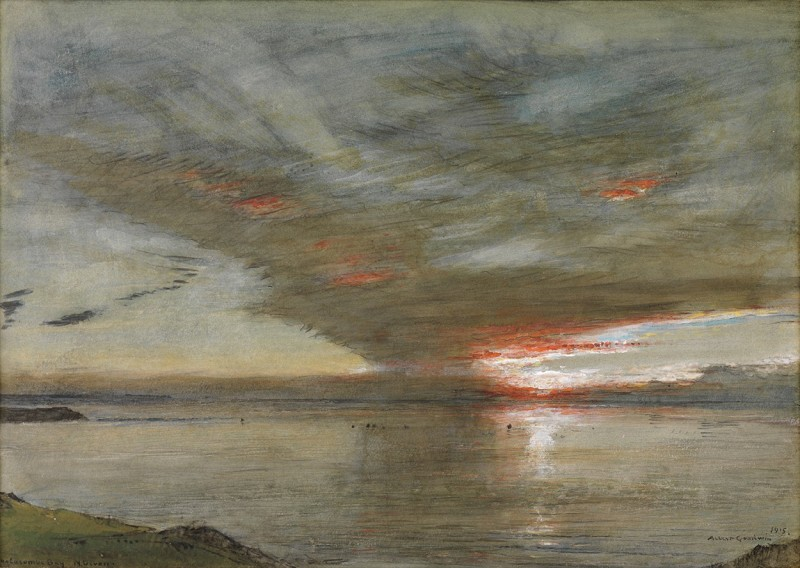
Залив в Северном Девоне